# Station Chełmsko Śląskie
Station Chełmsko Śląskie is een spoorwegstation in de Poolse plaats Chełmsko Śląskie.